# Giovanni Battista Negrone
Giovanni Battista Negrone (ur. 19 lipca 1714 w Genui, zm. 26 stycznia 1771 tamże) – polityk genueński.
Jego krewnym był Domenico Negrone (1672-1736), jeden z poprzednich dożów.
Pochodził z rodu Negrone, z którego wywodziło się wielu mecenasów sztuki w Republiki Genueńskiej.
Od 16 lutego 1769 do 26 stycznia 1771 roku był dożą Genui.